# Ashley (Misuri)
Ashley es un lugar designado por el censo ubicado en el condado de Pike en el estado estadounidense de Misuri. En el Censo de 2010 tenía una población de 90 habitantes y una densidad poblacional de 26,23 personas por km².

## Geografía
Ashley se encuentra ubicado en las coordenadas 39°15′12″N 91°13′25″O / 39.25333, -91.22361. Según la Oficina del Censo de los Estados Unidos, Ashley tiene una superficie total de 3.43 km², de la cual 3.41 km² corresponden a tierra firme y (0.53%) 0.02 km² es agua.

## Demografía
Según el censo de 2010, había 90 personas residiendo en Ashley. La densidad de población era de 26,23 hab./km². De los 90 habitantes, Ashley estaba compuesto por el 100% blancos, el 0% eran afroamericanos, el 0% eran amerindios, el 0% eran asiáticos, el 0% eran isleños del Pacífico, el 0% eran de otras razas y el 0% pertenecían a dos o más razas. Del total de la población el 0% eran hispanos o latinos de cualquier raza.